# Фла-Флу
Фла-Флу (на португалски: Fla-Flu) е името на дербито между футболните отбори „Фламенго“ и „Флуминенсе“, които са сред най-популярните отбори от Рио де Жанейро, Бразилия.
Названието е съставено от първите букви от имената на отборите и е измеслено от журналиста Марио Фильо.
Първият мач е на 7 юли 1912 г. - Флуминенсе - Фламенго 3:2. През 1963 г. мачът е наблюдаван на стадиона от 194 603 зрители – световен рекорд за брой зрители на мач между клубни отбори.
|      | Мачове | 0Фламенго0 | Равенства | Флуминенсе |
| Общо | 336    | 131        | 117       | 118        |